# Gamal Al-Ghandour
Gamal Mahmoud Ahmed Al-Ghandour ou جمال محمود أحمد الغندور (né le 12 juin 1957) est un ancien arbitre égyptien de football. Commençant en 1981, il fut arbitre FIFA en 1993, il fut le premier arbitre égyptien à arbitrer en J-League, en 1999. Il est le premier arbitre non-européen à avoir arbitré un match du Championnat d'Europe de football. 
Il fut à l'origine d'une controverse lors du quart de finale entre la Corée du Sud et l'Espagne à la Coupe du monde 2002. Il refusa deux buts à l'équipe espagnole, dont un but en or à l'attaquant Fernando Morientes après que son arbitre assistant, à la suite d'un débordement de l'ailier Joaquín, ait signalé à tort une sortie du ballon des limites du terrain. Cela fit penser à un arrangement en faveur des Sud-Coréens, réfuté par la FIFA. Après cette polémique, il arrêta sa carrière d'arbitre.

## Carrière
Il a officié dans des compétitions majeures : 
- CAN 1996 (3 matchs)
- JO 1996 (3 matchs chez les hommes ; 1 match chez les femmes)
- Coupe d'Asie des nations de football 1996 (3 matchs)
- CAN 1998 (2 matchs)
- Coupe du monde de football de 1998 (3 matchs)
- CAN 2000 (3 matchs)
- Euro 2000 (2 matchs)
- Coupe des confédérations 2001 (2 matchs)
- CAN 2002 (2 matchs dont la finale)
- Coupe du monde de football de 2002 (3 matchs)